# Теннессі Веллі Ауторіті
Теннессі Веллі Ауторіті (англ. Tennessee Valley Authority, TVA) — федеральна корпорація у США, створена у травні 1933 року для забезпечення судноплавства, контролю повеней, вироблення електроенергії, виробництва добрив і загального економічного розвитку району Долини Теннессі, що особливо постраждала від Великої депресії. TVA була створена не тільки як постачальник ресурсів, але й регіональна агенція з розвитку, що мала допомогти модернізації економіки регіону. До юрисдикції TVA відноситься більша частина Теннессі, частини Алабами, Міссісіпі і Кентуккі, деякі ділянки Джорджії, Північної Кароліни та Вірджинії. Зараз компанія є найбільшою у США федеральною агенцією з планування економіки. В кількох випадках корпорація стала моделлю організації планування економіки у країнах, що розвиваються.